# Óscar Ichazo
Pour les articles homonymes, voir Ichazo.
Óscar Ichazo, né le 24 juillet 1931 en Bolivie et mort le 26 mars 2020, est le concepteur, sur la base de l'ennéagramme, d'une théorie spiritualiste appelée protoanalyse. Il est également le fondateur de l'institut Arica (en) en 1968.

## Doctrine
La théorie de l'ennéagramme de personnalité d'Ichazo est une partie de son enseignement plus global qu'il nomme protoanalyse. Il appelle parfois la figure de l'ennéagramme, ennéagone.
Dans son livre interviews avec Ichazo, il déclare avoir complètement compris et découvert les mécanismes, les pensées répétitives et les schémas de comportement en 1954. Ces fonctionnements peuvent décoder avec la figure de l'ennéagramme, la philosophie classique et ce qu'il appelle la logique trialectique, basée sur les trois lois de la psychologie du fonctionnement (process psychology).

L'ennéagramme

Selon lui, il identifie les neuf voies par lesquelles l'ego se fixe dans la psyché en bas âge. Pour chaque personne, une de ces "fixations de l'ego" devient alors le noyau de l'image de soi autour duquel se développe la personnalité. Chaque fixation est aussi soutenue au niveau émotionnel par une "passion" particulière ou un "vice". Les principaux liens psychologiques entre les neuf fixations de l'ego peuvent être schématisés en utilisant les cercles, les lignes et les points de l'ennéagramme.
Les enseignements d'Ichazo sont censés aider les gens à transcender leur identification, — et la souffrance qui en découle —  et de leurs propres pensées mécaniques et schémas comportementaux. Comme dans le livre La Quatrième Voie (en) d'Ouspenski d'après Gurdjieff, ses théories à propos des fixations sont fondées sur l'hypothèse que toute vie essaie de se sauvegarder et de se perpétuer, et que la psyché humaine doit suivre les lois universelles de la réalité. Utilisant une logique trialectique, Ichazo indique les trois instincts basiques de survie : conservation (le système digestif), relation (le système circulatoire) et adaptation (le système nerveux central) et deux pôles d'attraction de l'autoperpétuation : la sexualité (les organes sexuels) et la spiritualité (la colonne vertébrale).
Ichazo considère les fixations comme des aberrations d'un état d'unité essentiel. La différence primaire entre la psychologie moderne et ses théories est qu'elles proposent un modèle pour les composants de la psyché humaine, mais aussi que la psychologie moderne préfère se concentrer sur le comportement observable au lieu d'un modèle essentiel d'où apparaissent les aberrations.
Dans les enseignements d'Ichazo, la fixation d'une personne découle de l'expérience subjective dans l'enfance (auto-perception) d'un traumatisme, quand les attentes ne sont pas comblées dans chacun des instincts.
Comme les jeunes enfants sont, en principe, centrés sur eux-mêmes dans leurs attentes, ils expérimentent des déceptions dues à l'une des trois attitudes fondamentales : attirance, répulsion, indifférence.
À partir de telles expériences, les pensées mécaniques et les schémas de comportements surviennent comme tentative de défense contre la récurrence du trauma. En comprenant bien les fixations, et pratiquant l'auto-observation, une personne, selon ces théories, peut réduire et même transcender la souffrance et le point de fixation dans le mental.
Bien que des écrivains modernes de la théorie de l'ennéagramme de personnalité l'accusent de plagiat, notamment de Gurdjieff dans la Quatrième Voie, Ichazo réfute le fait dans sa "Lettre à la communauté transpersonnelle".
En 1992, les droits d'auteurs de l'"Ennéagramme de Personnalité" ont été refusés à Ichazo, car il a publié que ses théories étaient factuelles or les idées factuelles ne peuvent pas être protégées (par un copyright).